# Jasień (powiat radomszczański)
Jasień – kolonia w Polsce położona w województwie łódzkim, w powiecie radomszczańskim, w gminie Kobiele Wielkie.

## Historia
Przed II wojną światową wieś przeżywała okres rozkwitu w związku z istnieniem tam huty szkła. W ówczesnych czasach została wybudowana obok huty szkoła podstawowa, która funkcjonowała aż do powstania zbiorczych szkół gminnych. Obecnie wieś składa się zaledwie z kilku domów.
W latach 1975–1998 miejscowość administracyjnie należała do województwa piotrkowskiego.